# Interlands Fins voetbalelftal 2010-2019
Deze pagina toont een chronologisch en gedetailleerd overzicht van de interlands die het Fins voetbalelftal speelde in de periode 2010 – 2019.

## Interlands

### 2010
|                                                                     |                                   |       |         |                                                                                     |
| 18 januari Vriendschappelijk № 705 «onderlinge duels» 15:30 (UTC+1) | Zuid-Korea                        | 2 – 0 | Finland | Estadio La Rosaleda, Málaga Toeschouwers: 270 Scheidsrechter: David Fernández (ESP) |
| 18 januari Vriendschappelijk № 705 «onderlinge duels» 15:30 (UTC+1) | Oh Beom-seok 39' Lee Jung-soo 61' |       |         | Estadio La Rosaleda, Málaga Toeschouwers: 270 Scheidsrechter: David Fernández (ESP) |

|                                                                  |                    |       |                                               |                                                                                    |
| 3 maart Vriendschappelijk № 706 «onderlinge duels» 19:00 (UTC+1) | Malta              | 1 – 2 | Finland                                       | Ta' Qalistadion, Ta' Qali Toeschouwers: 1.050 Scheidsrechter: Mauro Bergonzi (ITA) |
| 3 maart Vriendschappelijk № 706 «onderlinge duels» 19:00 (UTC+1) | Michael Mifsud 17' |       | 66' (pen.) Roman Jerjomenko 69' Mika Väyrynen | Ta' Qalistadion, Ta' Qali Toeschouwers: 1.050 Scheidsrechter: Mauro Bergonzi (ITA) |

|                                                                 |                                |       |         |                                                                               |
| 21 mei Vriendschappelijk № 707 «onderlinge duels» 19:00 (UTC+3) | Estland                        | 2 – 0 | Finland | A. Le Coq Arena, Tallinn Toeschouwers: 5.650 Scheidsrechter: István Vad (HUN) |
| 21 mei Vriendschappelijk № 707 «onderlinge duels» 19:00 (UTC+3) | Andres Oper 5' Sander Post 55' |       |         | A. Le Coq Arena, Tallinn Toeschouwers: 5.650 Scheidsrechter: István Vad (HUN) |

|                                                                 |       |       |         |                                                                                            |
| 29 mei Vriendschappelijk № 708 «onderlinge duels» 17:00 (UTC+2) | Polen | 0 – 0 | Finland | Stadion Miejski w Kielcach, Kielce Toeschouwers: 14.000 Scheidsrechter: Marius Avram (ROM) |
| 29 mei Vriendschappelijk № 708 «onderlinge duels» 17:00 (UTC+2) |       |       |         | Stadion Miejski w Kielcach, Kielce Toeschouwers: 14.000 Scheidsrechter: Marius Avram (ROM) |

|                                                                      |                   |       |        |                                                                             |
| 11 augustus Vriendschappelijk № 709 «onderlinge duels» 18:00 (UTC+2) | Finland           | 1 – 0 | België | Veritasstadion, Turku Toeschouwers: 7.451 Scheidsrechter: Alain Hamer (LUX) |
| 11 augustus Vriendschappelijk № 709 «onderlinge duels» 18:00 (UTC+2) | Roni Porokara 13' |       |        | Veritasstadion, Turku Toeschouwers: 7.451 Scheidsrechter: Alain Hamer (LUX) |

|                                                                         |                                         |       |         |                                                                                    |
| 3 september EK 2012 kwalificatie № 710 «onderlinge duels» 19:30 (UTC+3) | Moldavië                                | 2 – 0 | Finland | Stadionul Zimbru, Chisinau Toeschouwers: 10.300 Scheidsrechter: Robert Małek (POL) |
| 3 september EK 2012 kwalificatie № 710 «onderlinge duels» 19:30 (UTC+3) | Alexandr Suvorov 69' Anatolie Doroş 74' |       |         | Stadionul Zimbru, Chisinau Toeschouwers: 10.300 Scheidsrechter: Robert Małek (POL) |

|                                                                         |                                                       |       |                     |                                                                                 |
| 7 september EK 2012 kwalificatie № 711 «onderlinge duels» 20:30 (UTC+2) | Nederland                                             | 2 – 1 | Finland             | De Kuip, Rotterdam Toeschouwers: 30.000 Scheidsrechter: Aleksej Nikolajev (RUS) |
| 7 september EK 2012 kwalificatie № 711 «onderlinge duels» 20:30 (UTC+2) | Klaas-Jan Huntelaar 7' Klaas-Jan Huntelaar 17' (pen.) |       | 18' Mikael Forssell | De Kuip, Rotterdam Toeschouwers: 30.000 Scheidsrechter: Aleksej Nikolajev (RUS) |

|                                                                        |                     |       |                                      |                                                                                   |
| 12 oktober EK 2012 kwalificatie № 712 «onderlinge duels» 18:30 (UTC+3) | Finland             | 1 – 2 | Hongarije                            | Olympisch Stadion, Helsinki Toeschouwers: 18.532 Scheidsrechter: Alan Kelly (IRL) |
| 12 oktober EK 2012 kwalificatie № 712 «onderlinge duels» 18:30 (UTC+3) | Mikael Forssell 86' |       | 50' Ádám Szalai 90' Balázs Dzsudzsák | Olympisch Stadion, Helsinki Toeschouwers: 18.532 Scheidsrechter: Alan Kelly (IRL) |

|                                                                        | |       |            |                                                                                     |
| 17 oktober EK 2012 kwalificatie № 713 «onderlinge duels» 18:30 (UTC+2) | Finland | 8 – 0 | San Marino | Olympisch Stadion, Helsinki Toeschouwers: 8.192 Scheidsrechter: Radek Matějek (CZE) |
| 17 oktober EK 2012 kwalificatie № 713 «onderlinge duels» 18:30 (UTC+2) | Mika Väyrynen 38' Kasper Hämäläinen 49' Mikael Forssell 51' Mikael Forssell 59' Kasper Hämäläinen 67' Jari Litmanen 71' (pen.) Roni Porokara 73' Mikael Forssell 78' |       |            | Olympisch Stadion, Helsinki Toeschouwers: 8.192 Scheidsrechter: Radek Matějek (CZE) |

### 2011
|                                                                     |                 |       |                   |                                                                                      |
| 9 februari Vriendschappelijk № 714 «onderlinge duels» 20:30 (UTC+1) | België          | 1 – 1 | Finland           | Jules Ottenstadion, Gent Toeschouwers: 12.800 Scheidsrechter: Cyril Zimmermann (SUI) |
| 9 februari Vriendschappelijk № 714 «onderlinge duels» 20:30 (UTC+1) | Axel Witsel 61' |       | 90' Roni Porokara | Jules Ottenstadion, Gent Toeschouwers: 12.800 Scheidsrechter: Cyril Zimmermann (SUI) |

|                                                                   |                                   |       |         |                                                                                     |
| 29 maart Vriendschappelijk № 715 «onderlinge duels» 20:45 (UTC+1) | Portugal                          | 2 – 0 | Finland | Estádio Municipal, Aveiro Toeschouwers: 13.737 Scheidsrechter: Stéphan Studer (SUI) |
| 29 maart Vriendschappelijk № 715 «onderlinge duels» 20:45 (UTC+1) | Rúben Micael 10' Rúben Micael 71' |       |         | Estádio Municipal, Aveiro Toeschouwers: 13.737 Scheidsrechter: Stéphan Studer (SUI) |

|                                                                    |            |                     |         |                                                                                       |
| 3 juni EK 2012 kwalificatie № 716 «onderlinge duels» 20:30 (UTC+2) | San Marino | 0 – 1               | Finland | Stadio Olimpico, Serravalle Toeschouwers: 1.218 Scheidsrechter: Andrejs Sipailo (LAT) |
| 3 juni EK 2012 kwalificatie № 716 «onderlinge duels» 20:30 (UTC+2) |            | 41' Mikael Forssell |         | Stadio Olimpico, Serravalle Toeschouwers: 1.218 Scheidsrechter: Andrejs Sipailo (LAT) |

|                                                                    | |       |         |                                                                                     |
| 7 juni EK 2012 kwalificatie № 717 «onderlinge duels» 20:00 (UTC+2) | Zweden                                                                                                  | 5 – 0 | Finland | Råsundastadion, Stockholm Toeschouwers: 32.128 Scheidsrechter: Antony Gautier (FRA) |
| 7 juni EK 2012 kwalificatie № 717 «onderlinge duels» 20:00 (UTC+2) | Kim Källström 12' Zlatan Ibrahimović 31' Zlatan Ibrahimović 35' Zlatan Ibrahimović 53' Emir Bajrami 83' |       |         | Råsundastadion, Stockholm Toeschouwers: 32.128 Scheidsrechter: Antony Gautier (FRA) |

|                                                                      |         |                                         |         |                                                                                    |
| 10 augustus Vriendschappelijk № 718 «onderlinge duels» 19:30 (UTC+3) | Letland | 0 – 2                                   | Finland | Skontostadion, Riga Toeschouwers: 5.314 Scheidsrechter: Vladislav Bezborodov (RUS) |
| 10 augustus Vriendschappelijk № 718 «onderlinge duels» 19:30 (UTC+3) |         | 58' Kasper Hämäläinen 88' Timo Furuholm |         | Skontostadion, Riga Toeschouwers: 5.314 Scheidsrechter: Vladislav Bezborodov (RUS) |

|                                                                         |                                                                                       |       |                     |                                                                                         |
| 2 september EK 2012 kwalificatie № 719 «onderlinge duels» 18:30 (UTC+3) | Finland                                                                               | 4 – 1 | Moldavië            | Olympisch Stadion, Helsinki Toeschouwers: 9.056 Scheidsrechter: Anasatalios Kakos (GRE) |
| 2 september EK 2012 kwalificatie № 719 «onderlinge duels» 18:30 (UTC+3) | Kasper Hämäläinen 11' Kasper Hämäläinen 43' Mikael Forssell 52' Igor Armas 70' (e.d.) |       | 85' Serghei Alexeev | Olympisch Stadion, Helsinki Toeschouwers: 9.056 Scheidsrechter: Anasatalios Kakos (GRE) |

|                                                                         |         |                                      |           |                                                                                     |
| 6 september EK 2012 kwalificatie № 720 «onderlinge duels» 20:00 (UTC+3) | Finland | 0 – 2                                | Nederland | Olympisch Stadion, Helsinki Toeschouwers: 21.580 Scheidsrechter: Manuel Gräfe (GER) |
| 6 september EK 2012 kwalificatie № 720 «onderlinge duels» 20:00 (UTC+3) |         | 29' Kevin Strootman 90' Luuk de Jong |           | Olympisch Stadion, Helsinki Toeschouwers: 21.580 Scheidsrechter: Manuel Gräfe (GER) |

|                                                                       |                  |       |                                        |                                                                                         |
| 7 oktober EK 2012 kwalificatie № 721 «onderlinge duels» 19:15 (UTC+3) | Finland          | 1 – 2 | Zweden                                 | Olympisch Stadion, Helsinki Toeschouwers: 23.257 Scheidsrechter: Mark Clattenburg (ENG) |
| 7 oktober EK 2012 kwalificatie № 721 «onderlinge duels» 19:15 (UTC+3) | Joona Toivio 73' |       | 8' Sebastian Larsson 52' Martin Olsson | Olympisch Stadion, Helsinki Toeschouwers: 23.257 Scheidsrechter: Mark Clattenburg (ENG) |

|                                                                        |           |       |         | |
| 11 oktober EK 2012 kwalificatie № 722 «onderlinge duels» 20:00 (UTC+2) | Hongarije | 0 – 0 | Finland | Ferenc Puskásstadion, Boedapest Toeschouwers: 25.169 Scheidsrechter: Alberto Undiano Mallenco (ESP) |
| 11 oktober EK 2012 kwalificatie № 722 «onderlinge duels» 20:00 (UTC+2) |           |       |         | Ferenc Puskásstadion, Boedapest Toeschouwers: 25.169 Scheidsrechter: Alberto Undiano Mallenco (ESP) |

|                                                                      |                                       |       |                        |                                                                                         |
| 15 november Vriendschappelijk № 723 «onderlinge duels» 20:15 (UTC+1) | Denemarken                            | 2 – 1 | Finland                | Blue Water Arena, Esbjerg Toeschouwers: 14.300 Scheidsrechter: Kristinn Jakobsson (ISL) |
| 15 november Vriendschappelijk № 723 «onderlinge duels» 20:15 (UTC+1) | Daniel Agger 57' Nicklas Bendtner 59' |       | 18' Aleksej Jerjomenko | Blue Water Arena, Esbjerg Toeschouwers: 14.300 Scheidsrechter: Kristinn Jakobsson (ISL) |

### 2012
|                                                                     |                                      |       |                                                       |                                                                                                   |
| 22 januari Vriendschappelijk № 724 «onderlinge duels» 21:00 (UTC−4) | Trinidad en Tobago                   | 2 – 3 | Finland                                               | Hasely Crawfordstadion, Port of Spain Toeschouwers: 7.000 Scheidsrechter: Courtney Campbell (JAM) |
| 22 januari Vriendschappelijk № 724 «onderlinge duels» 21:00 (UTC−4) | Mekeil Williams 32' Kevin Molino 67' |       | 33' Riku Riski 75' Toni Kolehmainen 78' Mika Ääritalo | Hasely Crawfordstadion, Port of Spain Toeschouwers: 7.000 Scheidsrechter: Courtney Campbell (JAM) |

|                                                                      |                                                                |       |                   |                                                                                       |
| 29 februari Vriendschappelijk № 725 «onderlinge duels» 20:30 (UTC+1) | Oostenrijk                                                     | 3 – 1 | Finland           | Wörtherseestadion, Klagenfurt Toeschouwers: 10.200 Scheidsrechter: Paolo Valeri (ITA) |
| 29 februari Vriendschappelijk № 725 «onderlinge duels» 20:30 (UTC+1) | Marc Janko 32' Martin Harnik 54' Andreas Ivanschitz 73' (pen.) |       | 89' Timo Furuholm | Wörtherseestadion, Klagenfurt Toeschouwers: 10.200 Scheidsrechter: Paolo Valeri (ITA) |

|                                                                 |                                                             |       |                                   |                                                                                           |
| 26 mei Vriendschappelijk № 726 «onderlinge duels» 20:00 (UTC+2) | Finland                                                     | 3 – 2 | Turkije                           | Red Bull Arena, Salzburg Toeschouwers: 10.100 Scheidsrechter: Manuel Schüttengruber (AUT) |
| 26 mei Vriendschappelijk № 726 «onderlinge duels» 20:00 (UTC+2) | Roman Jerjomenko 19' Teemu Pukki 73' Përparim Hetemaj 90+1' |       | 21' Burak Yılmaz 55' Burak Yılmaz | Red Bull Arena, Salzburg Toeschouwers: 10.100 Scheidsrechter: Manuel Schüttengruber (AUT) |

|                                                               |                 |       |                               |                                                                                     |
| 1 juni Baltische Beker № 727 «onderlinge duels» 20:30 (UTC+3) | Estland         | 1 – 2 | Finland                       | Tamme Staadion, Tartu Toeschouwers: 2.470 Scheidsrechter: Vadims Direktorenko (LAT) |
| 1 juni Baltische Beker № 727 «onderlinge duels» 20:30 (UTC+3) | Andres Oper 33' |       | 10' Njazi Kuqi 22' Njazi Kuqi | Tamme Staadion, Tartu Toeschouwers: 2.470 Scheidsrechter: Vadims Direktorenko (LAT) |

|                                                               |                      |       |                    |                                                                                               |
| 3 juni Baltische Beker № 728 «onderlinge duels» 13:30 (UTC+3) | Finland              | 1 – 1 | Letland            | Võru Spordikeskuse Staadion, Võru Toeschouwers: 1.200 Scheidsrechter: Gediminas Mažeika (LTU) |
| 3 juni Baltische Beker № 728 «onderlinge duels» 13:30 (UTC+3) | Toni Kolehmainen 52' |       | 54' Edgars Gauračs | Võru Spordikeskuse Staadion, Võru Toeschouwers: 1.200 Scheidsrechter: Gediminas Mažeika (LTU) |

|                                                                      |                                                                  |       |                                                    |                                                                                  |
| 15 augustus Vriendschappelijk № 729 «onderlinge duels» 19:45 (UTC+1) | Noord-Ierland                                                    | 3 – 3 | Finland                                            | Windsor Park, Belfast Toeschouwers: 9.575 Scheidsrechter: Richard Liesveld (NED) |
| 15 augustus Vriendschappelijk № 729 «onderlinge duels» 19:45 (UTC+1) | Shane Ferguson 7' Daniel Lafferty 19' Martin Paterson 83' (pen.) |       | 22' Tim Sparv 24' Teemu Pukki 78' Përparim Hetemaj | Windsor Park, Belfast Toeschouwers: 9.575 Scheidsrechter: Richard Liesveld (NED) |

|                                                                                 |         |                |           |                                                                                      |
| 7 september WK 2014 kwalificatie Groep I № 730 «onderlinge duels» 21:30 (UTC+3) | Finland | 0 – 1          | Frankrijk | Olympisch Stadion, Helsinki Toeschouwers: 35.111 Scheidsrechter: Craig Thomson (SCO) |
| 7 september WK 2014 kwalificatie Groep I № 730 «onderlinge duels» 21:30 (UTC+3) |         | 20' Abou Diaby |           | Olympisch Stadion, Helsinki Toeschouwers: 35.111 Scheidsrechter: Craig Thomson (SCO) |

|                                                                       |          |                 |         |                                                                                           |
| 11 september Vriendschappelijk № 731 «onderlinge duels» 18:00 (UTC+2) | Tsjechië | 0 – 1           | Finland | Stadion Na Stínadlech, Teplice Toeschouwers: 9.053 Scheidsrechter: Hubert Siejewicz (POL) |
| 11 september Vriendschappelijk № 731 «onderlinge duels» 18:00 (UTC+2) |          | 43' Teemu Pukki |         | Stadion Na Stínadlech, Teplice Toeschouwers: 9.053 Scheidsrechter: Hubert Siejewicz (POL) |

|                                                                                |                       |       |                   |                                                                                         |
| 12 oktober WK 2014 kwalificatie Groep I № 732 «onderlinge duels» 18:30 (UTC+3) | Finland               | 1 – 1 | Georgië           | Olympisch Stadion, Helsinki Toeschouwers: 12.607 Scheidsrechter: Jevhen Aranovsky (UKR) |
| 12 oktober WK 2014 kwalificatie Groep I № 732 «onderlinge duels» 18:30 (UTC+3) | Kasper Hämäläinen 62' |       | 56' Goeram Kasjia | Olympisch Stadion, Helsinki Toeschouwers: 12.607 Scheidsrechter: Jevhen Aranovsky (UKR) |

|                                                                      |        |                                                           |         |                                                                               |
| 14 november Vriendschappelijk № 733 «onderlinge duels» 19:00 (UTC+2) | Cyprus | 0 – 3                                                     | Finland | GSP-stadion, Nicosia Toeschouwers: 4.000 Scheidsrechter: Cristian Balaj (ROM) |
| 14 november Vriendschappelijk № 733 «onderlinge duels» 19:00 (UTC+2) |        | 15' Teemu Pukki 29' Përparim Hetemaj 85' Toni Kolehmainen |         | GSP-stadion, Nicosia Toeschouwers: 4.000 Scheidsrechter: Cristian Balaj (ROM) |

### 2013
|                                                                                     |                             |       |                                                           |                                                                                       |
| 23 januari Vriendschappelijk King's Cup 2013 № 734 «onderlinge duels» 19:00 (UTC+8) | Thailand                    | 1 – 3 | Finland                                                   | Anniversary Stadium, Chiang Mai Toeschouwers: 7.000 Scheidsrechter: Minh Tri Vo (VIE) |
| 23 januari Vriendschappelijk King's Cup 2013 № 734 «onderlinge duels» 19:00 (UTC+8) | Narubadin Weerawatnodom 68' |       | 5' Mikko Sumusalo 12' Mikael Forssell 87' Mikael Forssell | Anniversary Stadium, Chiang Mai Toeschouwers: 7.000 Scheidsrechter: Minh Tri Vo (VIE) |

|                                                                                     |         |                                                        |        |                                                                                               |
| 26 januari Vriendschappelijk King's Cup 2013 № 735 «onderlinge duels» 17:00 (UTC+7) | Finland | 0 – 3                                                  | Zweden | Anniversary Stadium, Chiang Mai Toeschouwers: 5.000 Scheidsrechter: Chaiya Alee Mahapab (THA) |
| 26 januari Vriendschappelijk King's Cup 2013 № 735 «onderlinge duels» 17:00 (UTC+7) |         | 23' Tobias Hysén 73' Robin Quaison 90' Anders Svensson |        | Anniversary Stadium, Chiang Mai Toeschouwers: 5.000 Scheidsrechter: Chaiya Alee Mahapab (THA) |

|                                                                     |                                       |       |                     |                                                                                   |
| 6 februari Vriendschappelijk № 736 «onderlinge duels» 20:00 (UTC+2) | Israël                                | 2 – 1 | Finland             | Netanjastadion, Netanja Toeschouwers: 5.000 Scheidsrechter: Padraigh Sutton (IRL) |
| 6 februari Vriendschappelijk № 736 «onderlinge duels» 20:00 (UTC+2) | Eden Ben Basat 2' Lior Refaelov 90+3' |       | 87' Petteri Forsell | Netanjastadion, Netanja Toeschouwers: 5.000 Scheidsrechter: Padraigh Sutton (IRL) |

|                                                                              |                  |       |                 |                                                                             |
| 22 maart WK 2014 kwalificatie Groep I № 737 «onderlinge duels» 20:45 (UTC+1) | Spanje           | 1 – 1 | Finland         | El Molinón, Gijón Toeschouwers: 28.000 Scheidsrechter: Ovidiu Haţegan (ROM) |
| 22 maart WK 2014 kwalificatie Groep I № 737 «onderlinge duels» 20:45 (UTC+1) | Sergio Ramos 49' |       | 79' Teemu Pukki | El Molinón, Gijón Toeschouwers: 28.000 Scheidsrechter: Ovidiu Haţegan (ROM) |

|                                                                   |           |                                                         |         |                                                                                       |
| 26 maart Vriendschappelijk № 738 «onderlinge duels» 19:30 (UTC+1) | Luxemburg | 0 – 3                                                   | Finland | Stade Josy Barthel, Luxemburg Toeschouwers: 856 Scheidsrechter: Jonathan Lardot (BEL) |
| 26 maart Vriendschappelijk № 738 «onderlinge duels» 19:30 (UTC+1) |           | 43' Alexander Ring 51' Mikael Forssell 90' Joona Toivio |         | Stade Josy Barthel, Luxemburg Toeschouwers: 856 Scheidsrechter: Jonathan Lardot (BEL) |

|                                                                            |                       |       |             |                                                                                   |
| 7 juni WK 2014 kwalificatie Groep I № 739 «onderlinge duels» 19:00 (UTC+3) | Finland               | 1 – 0 | Wit-Rusland | Olympisch Stadion, Helsinki Toeschouwers: 24.916 Scheidsrechter: Eli Hacmon (ISR) |
| 7 juni WK 2014 kwalificatie Groep I № 739 «onderlinge duels» 19:00 (UTC+3) | Kasper Hämäläinen 57' |       |             | Olympisch Stadion, Helsinki Toeschouwers: 24.916 Scheidsrechter: Eli Hacmon (ISR) |

|                                                                             |                         |       |                 |                                                                                |
| 11 juni WK 2014 kwalificatie Groep I № 740 «onderlinge duels» 20:00 (UTC+3) | Wit-Rusland             | 1 – 1 | Finland         | Centraalstadion, Homel Toeschouwers: 5.000 Scheidsrechter: Libor Kovařík (CZE) |
| 11 juni WK 2014 kwalificatie Groep I № 740 «onderlinge duels» 20:00 (UTC+3) | Dzmitry Verkhavtsov 85' |       | 22' Teemu Pukki | Centraalstadion, Homel Toeschouwers: 5.000 Scheidsrechter: Libor Kovařík (CZE) |

|                                                                      |                                            |       |          |                                                                                 |
| 14 augustus Vriendschappelijk № 741 «onderlinge duels» 19:00 (UTC+3) | Finland                                    | 2 – 0 | Slovenië | Veritasstadion, Turku Toeschouwers: 6.500 Scheidsrechter: Simon Lee Evans (WAL) |
| 14 augustus Vriendschappelijk № 741 «onderlinge duels» 19:00 (UTC+3) | Niklas Moisander 35' Kasper Hämäläinen 82' |       |          | Veritasstadion, Turku Toeschouwers: 6.500 Scheidsrechter: Simon Lee Evans (WAL) |

|                                                                                 |         |                                   |        |                                                                                   |
| 6 september WK 2014 kwalificatie Groep I № 742 «onderlinge duels» 21:30 (UTC+3) | Finland | 0 – 2                             | Spanje | Olympisch Stadion, Helsinki Toeschouwers: 35.000 Scheidsrechter: Ivan Bebek (CRO) |
| 6 september WK 2014 kwalificatie Groep I № 742 «onderlinge duels» 21:30 (UTC+3) |         | 18' Jordi Alba 86' Álvaro Negredo |        | Olympisch Stadion, Helsinki Toeschouwers: 35.000 Scheidsrechter: Ivan Bebek (CRO) |

|                                                                                  |         |                      |         |                                                                                            |
| 10 september WK 2014 kwalificatie Groep I № 743 «onderlinge duels» 21:00 (UTC+4) | Georgië | 0 – 1                | Finland | Micheil Meschistadion, Tbilisi Toeschouwers: 15.000 Scheidsrechter: Leontios Trattou (CYP) |
| 10 september WK 2014 kwalificatie Groep I № 743 «onderlinge duels» 21:00 (UTC+4) |         | 74' Roman Jerjomenko |         | Micheil Meschistadion, Tbilisi Toeschouwers: 15.000 Scheidsrechter: Leontios Trattou (CYP) |

|                                                                                |                                                            |       |         |                                                                                             |
| 15 oktober WK 2014 kwalificatie Groep I № 744 «onderlinge duels» 21:00 (UTC+2) | Frankrijk                                                  | 3 – 0 | Finland | Stade de France, Saint-Denis Toeschouwers: 68.000 Scheidsrechter: Mihalis Koukoulakis (GRE) |
| 15 oktober WK 2014 kwalificatie Groep I № 744 «onderlinge duels» 21:00 (UTC+2) | Franck Ribéry 8' Joona Toivio 76' (e.d.) Karim Benzema 87' |       |         | Stade de France, Saint-Denis Toeschouwers: 68.000 Scheidsrechter: Mihalis Koukoulakis (GRE) |

|                                                                    |               |       |                  |                                                                                               |
| 16 november Vriendschappelijk № 745 «onderlinge duels» 18:00 (UTC) | Wales         | 1 – 1 | Finland          | Cardiff City Stadium, Cardiff Toeschouwers: 11.809 Scheidsrechter: Sébastien Delferière (BEL) |
| 16 november Vriendschappelijk № 745 «onderlinge duels» 18:00 (UTC) | Andy King 58' |       | 90+1' Riku Riski | Cardiff City Stadium, Cardiff Toeschouwers: 11.809 Scheidsrechter: Sébastien Delferière (BEL) |

### 2014
|                                                                     |      |       |         |                                                                                               |
| 24 januari Vriendschappelijk № 746 «onderlinge duels» 18:30 (UTC+4) | Oman | 0 – 0 | Finland | Nizwa Sports Complex, Nizwa Toeschouwers: 1.200 Scheidsrechter: Abdulameer Abdulshaheed (BAH) |
| 24 januari Vriendschappelijk № 746 «onderlinge duels» 18:30 (UTC+4) |      |       |         | Nizwa Sports Complex, Nizwa Toeschouwers: 1.200 Scheidsrechter: Abdulameer Abdulshaheed (BAH) |

|                                                                  |                    |       |                                                 |                                                                            |
| 5 maart Vriendschappelijk № 747 «onderlinge duels» 18:00 (UTC+1) | Hongarije          | 1 – 2 | Finland                                         | ETO Park, Győr Toeschouwers: 14.000 Scheidsrechter: Alexander Harkam (AUT) |
| 5 maart Vriendschappelijk № 747 «onderlinge duels» 18:00 (UTC+1) | Gergely Rudolf 13' |       | 74' Joel Pohjanpalo 84' (pen.) Roman Jerjomenko | ETO Park, Győr Toeschouwers: 14.000 Scheidsrechter: Alexander Harkam (AUT) |

|                                                                 |                                 |       |                                    |                                                                                      |
| 21 mei Vriendschappelijk № 748 «onderlinge duels» 19:00 (UTC+3) | Finland                         | 2 – 2 | Tsjechië                           | Olympisch Stadion, Helsinki Toeschouwers: 6.547 Scheidsrechter: Oliver Drachta (AUT) |
| 21 mei Vriendschappelijk № 748 «onderlinge duels» 19:00 (UTC+3) | Teemu Pukki 18' Teemu Pukki 20' |       | 19' Matěj Vydra 36' Josef Hušbauer | Olympisch Stadion, Helsinki Toeschouwers: 6.547 Scheidsrechter: Oliver Drachta (AUT) |

|                                                               |                       |       |         |                                                                                           |
| 29 mei Baltische Beker № 749 «onderlinge duels» 17:00 (UTC+3) | Litouwen              | 1 – 0 | Finland | Olimpiskais Centrs, Ventspils Toeschouwers: 631 Scheidsrechter: Vadims Direktorenko (LAT) |
| 29 mei Baltische Beker № 749 «onderlinge duels» 17:00 (UTC+3) | Arvydas Novikovas 42' |       |         | Olimpiskais Centrs, Ventspils Toeschouwers: 631 Scheidsrechter: Vadims Direktorenko (LAT) |

|                                                               |                                         |       |         |                                                                                             |
| 31 mei Baltische Beker № 750 «onderlinge duels» 15:00 (UTC+3) | Finland                                 | 2 – 0 | Estland | Olimpiskais Centrs, Ventspils Toeschouwers: 830 Scheidsrechter: Aleksandrs Anufrijevs (LAT) |
| 31 mei Baltische Beker № 750 «onderlinge duels» 15:00 (UTC+3) | Përparim Hetemaj 49' Valtteri Moren 88' |       |         | Olimpiskais Centrs, Ventspils Toeschouwers: 830 Scheidsrechter: Aleksandrs Anufrijevs (LAT) |

|                                                                         |                     |       |                                                    |                                                                            |
| 7 september EK 2016 kwalificatie № 751 «onderlinge duels» 19:45 (UTC+1) | Faeröer             | 1 – 3 | Finland                                            | Tórsvøllur, Tórshavn Toeschouwers: 3.330 Scheidsrechter: Simon Evans (WAL) |
| 7 september EK 2016 kwalificatie № 751 «onderlinge duels» 19:45 (UTC+1) | Christian Holst 41' |       | 53' Riku Riski 78' Riku Riski 82' Roman Jerjomenko | Tórsvøllur, Tórshavn Toeschouwers: 3.330 Scheidsrechter: Simon Evans (WAL) |

|                                                                        |                  |       |                   |                                                                                        |
| 11 oktober EK 2016 kwalificatie № 752 «onderlinge duels» 21:45 (UTC+3) | Finland          | 1 – 1 | Griekenland       | Olympisch Stadion, Helsinki Toeschouwers: 26.548 Scheidsrechter: David Fernández (ESP) |
| 11 oktober EK 2016 kwalificatie № 752 «onderlinge duels» 21:45 (UTC+3) | Jarkko Hurme 55' |       | 24' Nikos Karelis | Olympisch Stadion, Helsinki Toeschouwers: 26.548 Scheidsrechter: David Fernández (ESP) |

|                                                                        |         |                                     |          |                                                                                          |
| 14 oktober EK 2016 kwalificatie № 753 «onderlinge duels» 21:45 (UTC+3) | Finland | 0 – 2                               | Roemenië | Olympisch Stadion, Helsinki Toeschouwers: 19.408 Scheidsrechter: Paolo Tagliavento (ITA) |
| 14 oktober EK 2016 kwalificatie № 753 «onderlinge duels» 21:45 (UTC+3) |         | 54' Bogdan Stancu 83' Bogdan Stancu |          | Olympisch Stadion, Helsinki Toeschouwers: 19.408 Scheidsrechter: Paolo Tagliavento (ITA) |

|                                                                         |                 |       |         |                                                                                     |
| 14 november EK 2016 kwalificatie № 754 «onderlinge duels» 20:45 (UTC+2) | Hongarije       | 1 – 0 | Finland | Groupama Arena, Boedapest Toeschouwers: 19.500 Scheidsrechter: Clément Turpin (FRA) |
| 14 november EK 2016 kwalificatie № 754 «onderlinge duels» 20:45 (UTC+2) | Zoltán Gera 84' |       |         | Groupama Arena, Boedapest Toeschouwers: 19.500 Scheidsrechter: Clément Turpin (FRA) |

|                                                                      |                                  |       |                            |                                                                                     |
| 18 november Vriendschappelijk № 755 «onderlinge duels» 17:00 (UTC+1) | Slowakije                        | 2 – 1 | Finland                    | Štadión pod Dubňom, Žilina Toeschouwers: 3.998 Scheidsrechter: Markus Hameter (AUT) |
| 18 november Vriendschappelijk № 755 «onderlinge duels» 17:00 (UTC+1) | Filip Hološko 1' Marek Hamšík 7' |       | 45+2' (e.d.) Tomáš Hubočan | Štadión pod Dubňom, Žilina Toeschouwers: 3.998 Scheidsrechter: Markus Hameter (AUT) |

### 2015
|                                                                     |        |                 |         |                                                                                          |
| 19 januari Vriendschappelijk № 756 «onderlinge duels» 22:30 (UTC+4) | Zweden | 0 – 1           | Finland | Mohammed Bin Zayidstadion, Abu Dhabi Toeschouwers: 100 Scheidsrechter: Omar Al-Ali (UAE) |
| 19 januari Vriendschappelijk № 756 «onderlinge duels» 22:30 (UTC+4) |        | 63' Roope Riski |         | Mohammed Bin Zayidstadion, Abu Dhabi Toeschouwers: 100 Scheidsrechter: Omar Al-Ali (UAE) |

|                                                                     |       |       |         |                                             |
| 22 januari Vriendschappelijk № 757 «onderlinge duels» 18:15 (UTC+4) | Jemen | 0 – 0 | Finland | The Sevens Stadium, Dubai Toeschouwers: 250 |
| 22 januari Vriendschappelijk № 757 «onderlinge duels» 18:15 (UTC+4) |       |       |         | The Sevens Stadium, Dubai Toeschouwers: 250 |

|                                                                      |                                     |       |                   |                                                                                   |
| 29 maart EK 2016 kwalificatie № 758 «onderlinge duels» 17:00 (UTC+1) | Noord-Ierland                       | 2 – 1 | Finland           | Windsor Park, Belfast Toeschouwers: 10.264 Scheidsrechter: Szymon Marciniak (POL) |
| 29 maart EK 2016 kwalificatie № 758 «onderlinge duels» 17:00 (UTC+1) | Kyle Lafferty 33' Kyle Lafferty 38' |       | 90+1' Berat Sadik | Windsor Park, Belfast Toeschouwers: 10.264 Scheidsrechter: Szymon Marciniak (POL) |

|                                                                 |         |                             |         |                                                                              |
| 9 juni Vriendschappelijk № 759 «onderlinge duels» 19:00 (UTC+3) | Finland | 0 – 2                       | Estland | Veritasstadion, Turku Toeschouwers: 6.107 Scheidsrechter: Jakob Kehlet (DEN) |
| 9 juni Vriendschappelijk № 759 «onderlinge duels» 19:00 (UTC+3) |         | 28' Ats Purje 57' Ats Purje |         | Veritasstadion, Turku Toeschouwers: 6.107 Scheidsrechter: Jakob Kehlet (DEN) |

|                                                                     |         |                    |           |                                                                                  |
| 13 juni EK 2016 kwalificatie № 760 «onderlinge duels» 19:00 (UTC+3) | Finland | 0 – 1              | Hongarije | Olympisch Stadion, Helsinki Toeschouwers: 20.434 Scheidsrechter: Matej Jug (SLO) |
| 13 juni EK 2016 kwalificatie № 760 «onderlinge duels» 19:00 (UTC+3) |         | 82' Zoltán Stieber |           | Olympisch Stadion, Helsinki Toeschouwers: 20.434 Scheidsrechter: Matej Jug (SLO) |

|                                                                         |             |                     |         |                                                                                               |
| 4 september EK 2016 kwalificatie № 761 «onderlinge duels» 21:45 (UTC+3) | Griekenland | 0 – 1               | Finland | Georgios Karaiskákisstadion, Piraeus Toeschouwers: 17.358 Scheidsrechter: Sergiej Bojko (UKR) |
| 4 september EK 2016 kwalificatie № 761 «onderlinge duels» 21:45 (UTC+3) |             | 75' Joel Pohjanpalo |         | Georgios Karaiskákisstadion, Piraeus Toeschouwers: 17.358 Scheidsrechter: Sergiej Bojko (UKR) |

|                                                                         |                     |       |         |                                                                                     |
| 7 september EK 2016 kwalificatie № 762 «onderlinge duels» 21:45 (UTC+3) | Finland             | 1 – 0 | Faeröer | Olympisch Stadion, Helsinki Toeschouwers: 9.477 Scheidsrechter: Marcin Borski (POL) |
| 7 september EK 2016 kwalificatie № 762 «onderlinge duels» 21:45 (UTC+3) | Joel Pohjanpalo 23' |       |         | Olympisch Stadion, Helsinki Toeschouwers: 9.477 Scheidsrechter: Marcin Borski (POL) |

|                                                                       |                    |       |                     |                                                                                     |
| 8 oktober EK 2016 kwalificatie № 763 «onderlinge duels» 21:45 (UTC+3) | Roemenië           | 1 – 1 | Finland             | Arena Națională, Boekarest Toeschouwers: 54.364 Scheidsrechter: Craig Thomson (SCO) |
| 8 oktober EK 2016 kwalificatie № 763 «onderlinge duels» 21:45 (UTC+3) | Ovidiu Hoban 90+2' |       | 66' Joel Pohjanpalo | Arena Națională, Boekarest Toeschouwers: 54.364 Scheidsrechter: Craig Thomson (SCO) |

|                                                                       |                     |       |                    |                                                                                        |
| 8 oktober EK 2016 kwalificatie № 764 «onderlinge duels» 19:00 (UTC+3) | Finland             | 1 – 1 | Noord-Ierland      | Olympisch Stadion, Helsinki Toeschouwers: 14.550 Scheidsrechter: Sergej Karasjov (RUS) |
| 8 oktober EK 2016 kwalificatie № 764 «onderlinge duels» 19:00 (UTC+3) | Paulus Arajuuri 87' |       | 31' Craig Cathcart | Olympisch Stadion, Helsinki Toeschouwers: 14.550 Scheidsrechter: Sergej Karasjov (RUS) |

### 2016
|                                                                     |                                                                    |       |         |                                                                                                |
| 10 januari Vriendschappelijk № 765 «onderlinge duels» 18:45 (UTC+4) | Zweden                                                             | 3 – 0 | Finland | Armed Forces SC Stadium, Abu Dhabi Toeschouwers: 100 Scheidsrechter: Abdullah Al-Jardani (OMA) |
| 10 januari Vriendschappelijk № 765 «onderlinge duels» 18:45 (UTC+4) | Emil Salomonsson 45+1' (pen.) Melker Hallberg 46' Emir Kujović 59' |       |         | Armed Forces SC Stadium, Abu Dhabi Toeschouwers: 100 Scheidsrechter: Abdullah Al-Jardani (OMA) |

|                                                                     |         |                            |         |                                                                                          |
| 13 januari Vriendschappelijk № 766 «onderlinge duels» 20:00 (UTC+4) | Finland | 0 – 1                      | IJsland | Armed Forces SC Stadium, Abu Dhabi Toeschouwers: 100 Scheidsrechter: Adel Al Naqbi (UAE) |
| 13 januari Vriendschappelijk № 766 «onderlinge duels» 20:00 (UTC+4) |         | 17' Arnór Ingvi Traustason |         | Armed Forces SC Stadium, Abu Dhabi Toeschouwers: 100 Scheidsrechter: Adel Al Naqbi (UAE) |

|                                                                   |                                                                                                |       |         |                                                                                     |
| 26 maart Vriendschappelijk № 767 «onderlinge duels» 17:30 (UTC+1) | Polen                                                                                          | 5 – 0 | Finland | Stadion Miejski, Wrocław Toeschouwers: 42.068 Scheidsrechter: Hiroyuki Kimura (JPN) |
| 26 maart Vriendschappelijk № 767 «onderlinge duels» 17:30 (UTC+1) | Kamil Grosicki 18' Paweł Wszołek 20' Filip Starzyński 32' Paweł Wszołek 66' Kamil Grosicki 85' |       |         | Stadion Miejski, Wrocław Toeschouwers: 42.068 Scheidsrechter: Hiroyuki Kimura (JPN) |

|                                                                   |                                        |       |         |                                                                            |
| 29 maart Vriendschappelijk № 768 «onderlinge duels» 18:00 (UTC+2) | Noorwegen                              | 2 – 0 | Finland | Ullevaalstadion, Oslo Toeschouwers: 4.675 Scheidsrechter: Neil Doyle (IRL) |
| 29 maart Vriendschappelijk № 768 «onderlinge duels» 18:00 (UTC+2) | Jo Inge Berget 57' Stefan Johansen 84' |       |         | Ullevaalstadion, Oslo Toeschouwers: 4.675 Scheidsrechter: Neil Doyle (IRL) |

|                                                                 |                   |       |                       |                                                                                         |
| 1 juni Vriendschappelijk № 769 «onderlinge duels» 20:45 (UTC+2) | België            | 1 – 1 | Finland               | Koning Boudewijnstadion, Brussel Toeschouwers: 35.000 Scheidsrechter: Hugo Miguel (POR) |
| 1 juni Vriendschappelijk № 769 «onderlinge duels» 20:45 (UTC+2) | Romelu Lukaku 89' |       | 53' Kasper Hämäläinen | Koning Boudewijnstadion, Brussel Toeschouwers: 35.000 Scheidsrechter: Hugo Miguel (POR) |

|                                                                 |                                                  |       |         |                                                                                             |
| 6 juni Vriendschappelijk № 770 «onderlinge duels» 20:45 (UTC+2) | Italië                                           | 2 – 0 | Finland | Stadio Marcantonio Bentegodi, Verona Toeschouwers: 27.702 Scheidsrechter: Bas Nijhuis (NED) |
| 6 juni Vriendschappelijk № 770 «onderlinge duels» 20:45 (UTC+2) | Antonio Candreva 27' (pen.) Daniele De Rossi 71' |       |         | Stadio Marcantonio Bentegodi, Verona Toeschouwers: 27.702 Scheidsrechter: Bas Nijhuis (NED) |

|                                                                      |                                          |       |         |                                                                                             |
| 31 augustus Vriendschappelijk № 771 «onderlinge duels» 20:45 (UTC+2) | Duitsland                                | 2 – 0 | Finland | Borussia-Park, Mönchengladbach Toeschouwers: 30.121 Scheidsrechter: Aleksej Koelbakov (BLR) |
| 31 augustus Vriendschappelijk № 771 «onderlinge duels» 20:45 (UTC+2) | Max Meyer 55' Paulus Arajuuri 77' (e.d.) |       |         | Borussia-Park, Mönchengladbach Toeschouwers: 30.121 Scheidsrechter: Aleksej Koelbakov (BLR) |

|                                                                                 |                     |       |                          |                                                                               |
| 5 september Kwalificatie WK 2018 Groep I № 772 «onderlinge duels» 21:45 (UTC+3) | Finland             | 1 – 1 | Kosovo                   | Veritasstadion, Turku Toeschouwers: 9.300 Scheidsrechter: Ivan Kružliak (SVK) |
| 5 september Kwalificatie WK 2018 Groep I № 772 «onderlinge duels» 21:45 (UTC+3) | Paulus Arajuuri 18' |       | 60' (pen.) Valon Berisha | Veritasstadion, Turku Toeschouwers: 9.300 Scheidsrechter: Ivan Kružliak (SVK) |

|                                                                             |                                                                 |       |                               |                                                                                          |
| 6 oktober Kwalificatie WK 2018 Groep I № 773 «onderlinge duels» 18:45 (UTC) | IJsland                                                         | 3 – 2 | Finland                       | Laugardalsvöllur, Reykjavik Toeschouwers: 12.000 Scheidsrechter: Svein Oddvar Moen (NOR) |
| 6 oktober Kwalificatie WK 2018 Groep I № 773 «onderlinge duels» 18:45 (UTC) | Kári Árnason 37' Alfreð Finnbogason 90' Ragnar Sigurðsson 90+5' |       | 21' Teemu Pukki 39' Robin Lod | Laugardalsvöllur, Reykjavik Toeschouwers: 12.000 Scheidsrechter: Svein Oddvar Moen (NOR) |

|                                                                               |         |                     |         |                                                                                 |
| 9 oktober Kwalificatie WK 2018 Groep I № 774 «onderlinge duels» 19:00 (UTC+3) | Finland | 0 – 1               | Kroatië | Ratina Stadion, Tampere Toeschouwers: 15.567 Scheidsrechter: Ruddy Buquet (FRA) |
| 9 oktober Kwalificatie WK 2018 Groep I № 774 «onderlinge duels» 19:00 (UTC+3) |         | 18' Mario Mandžukić |         | Ratina Stadion, Tampere Toeschouwers: 15.567 Scheidsrechter: Ruddy Buquet (FRA) |

|                                                                                 |                   |       |         |                                                                                     |
| 12 november Kwalificatie WK 2018 Groep I № 775 «onderlinge duels» 21:45 (UTC+2) | Oekraïne          | 1 – 0 | Finland | Tsjornomoretsstadion, Odessa Toeschouwers: 34.000 Scheidsrechter: Jorge Sousa (POR) |
| 12 november Kwalificatie WK 2018 Groep I № 775 «onderlinge duels» 21:45 (UTC+2) | Artem Kravets 24' |       |         | Tsjornomoretsstadion, Odessa Toeschouwers: 34.000 Scheidsrechter: Jorge Sousa (POR) |

### 2017
|                                                                    |         |                    |         |                                                                                                  |
| 9 januari Vriendschappelijk № 776 «onderlinge duels» 18:00 (UTC+4) | Marokko | 0 – 1              | Finland | Tahnoun bin Mohammedstadion, Al Ain Toeschouwers: 3.800 Scheidsrechter: Sultan Al-Marzooqi (VAE) |
| 9 januari Vriendschappelijk № 776 «onderlinge duels» 18:00 (UTC+4) |         | 45+1' Juhani Ojala |         | Tahnoun bin Mohammedstadion, Al Ain Toeschouwers: 3.800 Scheidsrechter: Sultan Al-Marzooqi (VAE) |

|                                                                     |                                         |       |         |                                                                                     |
| 13 januari Vriendschappelijk № 777 «onderlinge duels» 19:00 (UTC+4) | Slovenië                                | 2 – 0 | Finland | Armed Forces Stadium, Abu Dhabi Toeschouwers: 80 Scheidsrechter: Hamad Al-Ali (VAE) |
| 13 januari Vriendschappelijk № 777 «onderlinge duels» 19:00 (UTC+4) | Rok Kronaveter 12' Gaber Dobrovoljc 48' |       |         | Armed Forces Stadium, Abu Dhabi Toeschouwers: 80 Scheidsrechter: Hamad Al-Ali (VAE) |

|                                                                              |                              |       |         |                                                                                      |
| 24 maart Kwalificatie WK 2018 Groep I № 778 «onderlinge duels» 19:00 (UTC+2) | Turkije                      | 2 – 0 | Finland | Antalyastadion, Antalya Toeschouwers: 28.990 Scheidsrechter: Jesús Gil Manzano (ESP) |
| 24 maart Kwalificatie WK 2018 Groep I № 778 «onderlinge duels» 19:00 (UTC+2) | Cenk Tosun 9' Cenk Tosun 13' |       |         | Antalyastadion, Antalya Toeschouwers: 28.990 Scheidsrechter: Jesús Gil Manzano (ESP) |

|                                                                   |                      |       |                    |                                                                                             |
| 28 maart Vriendschappelijk № 779 «onderlinge duels» 20:45 (UTC+2) | Oostenrijk           | 1 – 1 | Finland            | Tivoli Stadion Tirol, Innsbruck Toeschouwers: 13.700 Scheidsrechter: Miroslav Zelinka (CZE) |
| 28 maart Vriendschappelijk № 779 «onderlinge duels» 20:45 (UTC+2) | Marko Arnautović 62' |       | 76' Fredrik Jensen | Tivoli Stadion Tirol, Innsbruck Toeschouwers: 13.700 Scheidsrechter: Miroslav Zelinka (CZE) |

|                                                                 |                    |       |                    |                                                                                   |
| 6 juni Vriendschappelijk № 780 «onderlinge duels» 19:00 (UTC+3) | Finland            | 1 – 1 | Liechtenstein      | Veritasstadion, Turku Toeschouwers: 5.460 Scheidsrechter: Mohammed Al-Hakim (SWE) |
| 6 juni Vriendschappelijk № 780 «onderlinge duels» 19:00 (UTC+3) | Mehmet Hetemaj 17' |       | 62' Nicolas Hasler | Veritasstadion, Turku Toeschouwers: 5.460 Scheidsrechter: Mohammed Al-Hakim (SWE) |

|                                                                             |                     |       |                                          |                                                                              |
| 11 juni Kwalificatie WK 2018 Groep I № 781 «onderlinge duels» 19:00 (UTC+3) | Finland             | 1 – 2 | Oekraïne                                 | Ratina Stadion, Tampere Toeschouwers: 8.723 Scheidsrechter: Alon Yefet (ISR) |
| 11 juni Kwalificatie WK 2018 Groep I № 781 «onderlinge duels» 19:00 (UTC+3) | Joel Pohjanpalo 72' |       | 51' Jevhen Konopljanka 75' Artem Besedin | Ratina Stadion, Tampere Toeschouwers: 8.723 Scheidsrechter: Alon Yefet (ISR) |

|                                                                                 |                   |       |         |                                                                                   |
| 2 september Kwalificatie WK 2018 Groep I № 782 «onderlinge duels» 19:00 (UTC+3) | Finland           | 1 – 0 | IJsland | Ratina Stadion, Tampere Toeschouwers: 15.835 Scheidsrechter: Pavel Královec (CZE) |
| 2 september Kwalificatie WK 2018 Groep I № 782 «onderlinge duels» 19:00 (UTC+3) | Alexander Ring 8' |       |         | Ratina Stadion, Tampere Toeschouwers: 15.835 Scheidsrechter: Pavel Královec (CZE) |

|                                                                                 |        |                 |         |                                                                                              |
| 5 september Kwalificatie WK 2018 Groep I № 783 «onderlinge duels» 20:45 (UTC+2) | Kosovo | 0 – 1           | Finland | Loro Boriçistadion, Shkodër Toeschouwers: 2.500 Scheidsrechter: Manfred Schüttengruber (AUT) |
| 5 september Kwalificatie WK 2018 Groep I № 783 «onderlinge duels» 20:45 (UTC+2) |        | 83' Teemu Pukki |         | Loro Boriçistadion, Shkodër Toeschouwers: 2.500 Scheidsrechter: Manfred Schüttengruber (AUT) |

|                                                                               |                     |       |                |                                                                                     |
| 6 oktober Kwalificatie WK 2018 Groep I № 784 «onderlinge duels» 20:45 (UTC+2) | Kroatië             | 1 – 1 | Finland        | Stadion Rujevica, Rijeka Toeschouwers: 7.578 Scheidsrechter: Daniel Stefański (POL) |
| 6 oktober Kwalificatie WK 2018 Groep I № 784 «onderlinge duels» 20:45 (UTC+2) | Mario Mandžukić 57' |       | 90' Pyry Soiri | Stadion Rujevica, Rijeka Toeschouwers: 7.578 Scheidsrechter: Daniel Stefański (POL) |

|                                                                               |                                         |       |                               |                                                                                |
| 9 oktober Kwalificatie WK 2018 Groep I № 785 «onderlinge duels» 21:45 (UTC+3) | Finland                                 | 2 – 2 | Turkije                       | Veritasstadion, Turku Toeschouwers: 6.612 Scheidsrechter: Benoît Bastien (FRA) |
| 9 oktober Kwalificatie WK 2018 Groep I № 785 «onderlinge duels» 21:45 (UTC+3) | Paulus Arajuuri 76' Joel Pohjanpalo 88' |       | 57' Cenk Tosun 83' Cenk Tosun | Veritasstadion, Turku Toeschouwers: 6.612 Scheidsrechter: Benoît Bastien (FRA) |

|                                                                     |                                            |       |         |                                                                                       |
| 9 november Vriendschappelijk № 786 «onderlinge duels» 19:00 (UTC+2) | Finland                                    | 3 – 0 | Estland | Telia 5G Areena, Helsinki Toeschouwers: 2.190 Scheidsrechter: Ola Hobber Nilsen (NOR) |
| 9 november Vriendschappelijk № 786 «onderlinge duels» 19:00 (UTC+2) | Pyry Soiri 27' Robin Lod 31' Robin Lod 54' |       |         | Telia 5G Areena, Helsinki Toeschouwers: 2.190 Scheidsrechter: Ola Hobber Nilsen (NOR) |

### 2018
|                                                                     |                      |       |                                    |                                                                                     |
| 11 januari Vriendschappelijk № 787 «onderlinge duels» 16:30 (UTC+4) | Jordanië             | 1 – 2 | Finland                            | Zayed Sports City, Abu Dhabi Toeschouwers: 300 Scheidsrechter: Fahad Al-Marri (QAT) |
| 11 januari Vriendschappelijk № 787 «onderlinge duels» 16:30 (UTC+4) | Mahmoud Al-Mardi 82' |       | 35' Joona Toivio 60' Akseli Pelvas | Zayed Sports City, Abu Dhabi Toeschouwers: 300 Scheidsrechter: Fahad Al-Marri (QAT) |

|                                                                   |         |       |           |                                                                                  |
| 23 maart Vriendschappelijk № 788 «onderlinge duels» 18:00 (UTC+2) | Finland | 0 – 0 | Macedonië | Gloria Sports Arena, Belek Toeschouwers: 250 Scheidsrechter: Mete Kalkavan (TUR) |
| 23 maart Vriendschappelijk № 788 «onderlinge duels» 18:00 (UTC+2) |         |       |           | Gloria Sports Arena, Belek Toeschouwers: 250 Scheidsrechter: Mete Kalkavan (TUR) |

|                                                                   |                                                                                   |       |       |                                                                                  |
| 26 maart Vriendschappelijk № 789 «onderlinge duels» 19:00 (UTC+3) | Finland                                                                           | 5 – 0 | Malta | Gloria Sports Arena, Belek Toeschouwers: 200 Scheidsrechter: Hüseyin Göçek (TUR) |
| 26 maart Vriendschappelijk № 789 «onderlinge duels» 19:00 (UTC+3) | Teemu Pukki 13' Kalle Taimi 23' Teemu Pukki 27' Fredrik Jensen 85' Pyry Soiri 88' |       |       | Gloria Sports Arena, Belek Toeschouwers: 200 Scheidsrechter: Hüseyin Göçek (TUR) |

|                                                                 |                                     |       |         |                                                                                     |
| 5 juni Vriendschappelijk № 790 «onderlinge duels» 20:30 (UTC+3) | Roemenië                            | 2 – 0 | Finland | Ilie Oanăstadion, Ploiești Toeschouwers: 13.312 Scheidsrechter: Robert Harvey (IRL) |
| 5 juni Vriendschappelijk № 790 «onderlinge duels» 20:30 (UTC+3) | Cristian Manea 37' Ciprian Deac 61' |       |         | Ilie Oanăstadion, Ploiești Toeschouwers: 13.312 Scheidsrechter: Robert Harvey (IRL) |

|                                                                 |                                      |       |             |                                                                                 |
| 9 juni Vriendschappelijk № 791 «onderlinge duels» 19:00 (UTC+2) | Finland                              | 2 – 0 | Wit-Rusland | Ratina Stadion, Tampere Toeschouwers: 4.520 Scheidsrechter: Alain Durieux (LUX) |
| 9 juni Vriendschappelijk № 791 «onderlinge duels» 19:00 (UTC+2) | Jere Uronen 7' Moshtagh Yaghoubi 75' |       |             | Ratina Stadion, Tampere Toeschouwers: 4.520 Scheidsrechter: Alain Durieux (LUX) |

|                                                                                |                |       |           |                                                                                      |
| 8 september UEFA Nations League 2018/19 № 792 «onderligne duels» 19:00 (UTC+3) | Finland        | 1 – 0 | Hongarije | Ratina Stadion, Tampere Toeschouwers: 10.220 Scheidsrechter: Gediminas Mažeika (LTU) |
| 8 september UEFA Nations League 2018/19 № 792 «onderligne duels» 19:00 (UTC+3) | Teemu Pukki 7' |       |           | Ratina Stadion, Tampere Toeschouwers: 10.220 Scheidsrechter: Gediminas Mažeika (LTU) |

|                                                                                 |                 |       |         |                                                                                |
| 11 september UEFA Nations League 2018/19 № 793 «onderlinge duels» 21:45 (UTC+3) | Finland         | 1 – 0 | Estland | Veritasstadion, Turku Toeschouwers: 4.632 Scheidsrechter: Orel Grinfeeld (ISR) |
| 11 september UEFA Nations League 2018/19 № 793 «onderlinge duels» 21:45 (UTC+3) | Teemu Pukki 12' |       |         | Veritasstadion, Turku Toeschouwers: 4.632 Scheidsrechter: Orel Grinfeeld (ISR) |

|                                                                               |         |                   |         |                                                                                 |
| 12 oktober UEFA Nations League 2018/19 № 794 «onderlinge duels» 21:45 (UTC+3) | Estland | 0 – 1             | Finland | A. Le Coq Arena, Tallinn Toeschouwers: 8.087 Scheidsrechter: Craig Pawson (ENG) |
| 12 oktober UEFA Nations League 2018/19 № 794 «onderlinge duels» 21:45 (UTC+3) |         | 90+1' Teemu Pukki |         | A. Le Coq Arena, Tallinn Toeschouwers: 8.087 Scheidsrechter: Craig Pawson (ENG) |

|                                                                               |                                |       |             |                                                                              |
| 15 oktober UEFA Nations League 2018/19 № 795 «onderlinge duels» 21:45 (UTC+3) | Finland                        | 2 – 0 | Griekenland | Ratina Stadion, Tampere Toeschouwers: 10.107 Scheidsrechter: Paweł Gil (POL) |
| 15 oktober UEFA Nations League 2018/19 № 795 «onderlinge duels» 21:45 (UTC+3) | Pyry Soiri 46' Glen Kamara 89' |       |             | Ratina Stadion, Tampere Toeschouwers: 10.107 Scheidsrechter: Paweł Gil (POL) |

|                                                                                |                           |       |         |                                                                                               |
| 15 november UEFA Nations League 2018/19 № 796 «onderlinge duels» 21:45 (UTC+2) | Griekenland               | 1 – 0 | Finland | Olympisch Stadion Spyridon Louis, Athene Toeschouwers: 6.376 Scheidsrechter: Luca Banti (ITA) |
| 15 november UEFA Nations League 2018/19 № 796 «onderlinge duels» 21:45 (UTC+2) | Albin Granlund 25' (e.d.) |       |         | Olympisch Stadion Spyridon Louis, Athene Toeschouwers: 6.376 Scheidsrechter: Luca Banti (ITA) |

|                                                                                |                               |       |         |                                                                                   |
| 18 november UEFA Nations League 2018/19 № 797 «onderlinge duels» 21:45 (UTC+2) | Hongarije                     | 2 – 0 | Finland | Groupama Arena, Boedapest Toeschouwers: 9.200 Scheidsrechter: Slavko Vinčić (SLO) |
| 18 november UEFA Nations League 2018/19 № 797 «onderlinge duels» 21:45 (UTC+2) | Ádám Szalai 29' Ádám Nagy 37' |       |         | Groupama Arena, Boedapest Toeschouwers: 9.200 Scheidsrechter: Slavko Vinčić (SLO) |

### 2019
|                                                                    |                    |       |        |                                                                                        |
| 8 januari Vriendschappelijk № 798 «onderlinge duels» 19:45 (UTC+3) | Finland            | 1 – 0 | Zweden | Jassim Bin Hamadstadion, Doha Toeschouwers: 326 Scheidsrechter: Abdulla Al Marri (QAT) |
| 8 januari Vriendschappelijk № 798 «onderlinge duels» 19:45 (UTC+3) | Eero Markkanen 23' |       |        | Jassim Bin Hamadstadion, Doha Toeschouwers: 326 Scheidsrechter: Abdulla Al Marri (QAT) |

|                                                                     |                               |       |                        | |
| 11 januari Vriendschappelijk № 799 «onderlinge duels» 15:00 (UTC+3) | Estland                       | 2 – 1 | Finland                | Khalifa Internationaal Stadion, Ar Rayyan Toeschouwers: 200 Scheidsrechter: Khalid Al Shaqsi (OMA) |
| 11 januari Vriendschappelijk № 799 «onderlinge duels» 15:00 (UTC+3) | Gert Kams 35' Henri Anier 62' |       | 81' Rasmus Karjalainen | Khalifa Internationaal Stadion, Ar Rayyan Toeschouwers: 200 Scheidsrechter: Khalid Al Shaqsi (OMA) |

|                                                                      |                                  |       |         |                                                                                |
| 23 maart Kwalificatie EK 2020 № 800 «onderlinge duels» 20:45 (UTC+1) | Italië                           | 2 – 0 | Finland | Stadio Friuli, Udine Toeschouwers: 24.000 Scheidsrechter: Orel Grinfeeld (ISR) |
| 23 maart Kwalificatie EK 2020 № 800 «onderlinge duels» 20:45 (UTC+1) | Nicolò Barella 7' Moise Kean 74' |       |         | Stadio Friuli, Udine Toeschouwers: 24.000 Scheidsrechter: Orel Grinfeeld (ISR) |

|                                                                      |         |                                   |         | |
| 26 maart Kwalificatie EK 2020 № 801 «onderlinge duels» 21:00 (UTC+4) | Armenië | 0 – 2                             | Finland | Republikeins Stadion Vazgen Sargsian, Jerevan Toeschouwers: 12.900 Scheidsrechter: Nikola Dabanović (MNE) |
| 26 maart Kwalificatie EK 2020 № 801 «onderlinge duels» 21:00 (UTC+4) |         | 14' Fredrik Jensen 78' Pyry Soiri |         | Republikeins Stadion Vazgen Sargsian, Jerevan Toeschouwers: 12.900 Scheidsrechter: Nikola Dabanović (MNE) |

|                                                                    |                                 |       |                       |                                                                                     |
| 8 juni Kwalificatie EK 2020 № 802 «onderligne duels» 18:00 (UTC+2) | Finland                         | 2 – 0 | Bosnië en Herzegovina | Ratina Stadion, Tampere Toeschouwers: 16.103 Scheidsrechter: Daniel Stefański (POL) |
| 8 juni Kwalificatie EK 2020 № 802 «onderligne duels» 18:00 (UTC+2) | Teemu Pukki 56' Teemu Pukki 68' |       |                       | Ratina Stadion, Tampere Toeschouwers: 16.103 Scheidsrechter: Daniel Stefański (POL) |

|                                                                     |               |                                      |         |                                                                             |
| 11 juni Kwalificatie EK 2020 № 803 «onderlinge duels» 20:45 (UTC+2) | Liechtenstein | 0 – 2                                | Finland | Rheinparkstadion, Vaduz Toeschouwers: 2.160 Scheidsrechter: Jens Maae (DEN) |
| 11 juni Kwalificatie EK 2020 № 803 «onderlinge duels» 20:45 (UTC+2) |               | 37' Teemu Pukki 57' Benjamin Källman |         | Rheinparkstadion, Vaduz Toeschouwers: 2.160 Scheidsrechter: Jens Maae (DEN) |

|                                                                         |                        |       |             |                                                                                          |
| 5 september Kwalificatie EK 2020 № 804 «onderlinge duels» 21:45 (UTC+3) | Finland                | 1 – 0 | Griekenland | Ratina Stadion, Tampere Toeschouwers: 16.163 Scheidsrechter: Juan Martínez Munuera (ESP) |
| 5 september Kwalificatie EK 2020 № 804 «onderlinge duels» 21:45 (UTC+3) | Teemu Pukki 52' (pen.) |       |             | Ratina Stadion, Tampere Toeschouwers: 16.163 Scheidsrechter: Juan Martínez Munuera (ESP) |

|                                                                         |                        |       |                                       |                                                                                  |
| 8 september Kwalificatie EK 2020 № 805 «onderlinge duels» 21:45 (UTC+3) | Finland                | 1 – 2 | Italië                                | Ratina Stadion, Tampere Toeschouwers: 16.292 Scheidsrechter: Robert Madden (SCO) |
| 8 september Kwalificatie EK 2020 № 805 «onderlinge duels» 21:45 (UTC+3) | Teemu Pukki 72' (pen.) |       | 59' Ciro Immobile 79' (pen.) Jorginho | Ratina Stadion, Tampere Toeschouwers: 16.292 Scheidsrechter: Robert Madden (SCO) |

|                                                                        |                                                                                 |       |                     |                                                                               |
| 12 oktober Kwalificatie EK 2020 № 806 «onderlinge duels» 18:00 (UTC+2) | Bosnië en Herzegovina                                                           | 4 – 1 | Finland             | Bilino Polje, Zenica Toeschouwers: 11.500 Scheidsrechter: Ivan Kružliak (SVK) |
| 12 oktober Kwalificatie EK 2020 № 806 «onderlinge duels» 18:00 (UTC+2) | Izet Hajrović 29' Miralem Pjanić 37' (pen.) Miralem Pjanić 58' Armin Hodžić 73' |       | 79' Joel Pohjanpalo | Bilino Polje, Zenica Toeschouwers: 11.500 Scheidsrechter: Ivan Kružliak (SVK) |

|                                                                        |                                                    |       |         |                                                                                   |
| 15 oktober Kwalificatie EK 2020 № 807 «onderlinge duels» 19:00 (UTC+3) | Finland                                            | 3 – 0 | Armenië | Veritasstadion, Turku Toeschouwers: 7.231 Scheidsrechter: Jesús Gil Manzano (ESP) |
| 15 oktober Kwalificatie EK 2020 № 807 «onderlinge duels» 19:00 (UTC+3) | Fredrik Jensen 31' Teemu Pukki 61' Teemu Pukki 88' |       |         | Veritasstadion, Turku Toeschouwers: 7.231 Scheidsrechter: Jesús Gil Manzano (ESP) |

|                                                                         |                                                    |       |               |                                                                                    |
| 15 november Kwalificatie EK 2020 № 808 «onderlinge duels» 19:00 (UTC+2) | Finland                                            | 3 – 0 | Liechtenstein | Telia 5G Areena, Helsinki Toeschouwers: 9.739 Scheidsrechter: Benoît Bastien (FRA) |
| 15 november Kwalificatie EK 2020 № 808 «onderlinge duels» 19:00 (UTC+2) | Jasse Tuominen 21' Teemu Pukki 64' Teemu Pukki 75' |       |               | Telia 5G Areena, Helsinki Toeschouwers: 9.739 Scheidsrechter: Benoît Bastien (FRA) |

|                                                                         |                                             |       |                 |                                                                                                   |
| 18 november Kwalificatie EK 2020 № 809 «onderlinge duels» 21:45 (UTC+2) | Griekenland                                 | 2 – 1 | Finland         | Olympisch Stadion Spyridon Louis, Athene Toeschouwers: 5.453 Scheidsrechter: Aleksej Jeskov (RUS) |
| 18 november Kwalificatie EK 2020 № 809 «onderlinge duels» 21:45 (UTC+2) | Petros Mantalos 47' Kostas Galanopoulos 70' |       | 27' Teemu Pukki | Olympisch Stadion Spyridon Louis, Athene Toeschouwers: 5.453 Scheidsrechter: Aleksej Jeskov (RUS) |

Finse voetbalbond · A-internationals · Bondscoaches · Statistieken · Fins vrouwenelftal · Olympisch elftal · Finland U21 · Finland U20 · Finland U19 · Finland U18 · Finland U17 · Finland U16
1911 – 1919 ·
1920 – 1929 ·
1930 – 1939 ·
1940 – 1949 ·
1950 – 1959 ·
1960 – 1969 ·
1970 – 1979 ·
1980 – 1989 ·
1990 – 1999 ·
2000 – 2009 ·
2010 – 2019 ·
2020 − 2029
EK 2020
OS 1912 ·
OS 1936 ·
OS 1952 ·
OS 1980
1911 · 
1912 · 
1913 · 
1914 · 
1915 · 1916 · 1917 · 1918 · 
1919 · 
1920 · 
1921 · 
1922 · 
1923 · 
1924 · 
1925 · 
1926 · 
1927 · 
1928 · 
1929 · 
1930 · 
1931 · 
1932 · 
1933 · 
1934 · 
1935 · 
1936 · 
1937 · 
1938 · 
1939 · 
1940 · 
1941 · 
1942 · 
1943 · 
1944 · 
1945 · 
1946 · 
1947 · 
1948 · 
1949 · 
1950 · 
1952 · 
1952 · 
1953 · 
1954 · 
1955 · 
1956 · 
1957 · 
1958 · 
1959 · 
1960 · 
1961 · 
1962 · 
1963 · 
1964 · 
1965 · 
1966 · 
1967 · 
1968 · 
1969 · 
1970 · 
1971 · 
1972 · 
1973 · 
1974 · 
1975 · 
1976 · 
1977 · 
1978 · 
1979 · 
1980 · 
1981 · 
1982 · 
1983 · 
1984 · 
1985 · 
1986 · 
1987 · 
1988 · 
1989 · 
1990 · 
1991 · 
1992 · 
1993 · 
1994 · 
1995 · 
1996 · 
1997 · 
1998 · 
1999 · 
2000 · 
2001 · 
2002 · 
2003 · 
2004 · 
2005 · 
2006 · 
2007 · 
2008 · 
2009 · 
2010 · 
2011 · 
2012 · 
2013 · 
2014 · 
2015 · 
2016 · 
2017 · 
2018 ·
2019 ·
2020
Albanië ·
Algerije ·
Andorra ·
Armenië ·
Azerbeidzjan ·
Bahrein ·
Barbados ·
België ·
Bermuda ·
Bolivia ·
Bosnië en Herzegovina ·
Brazilië ·
Bulgarije ·
Canada ·
Chili ·
China ·
Colombia ·
Costa Rica ·
Cyprus ·
Denemarken ·
DDR ·
(West-)Duitsland ·
Ecuador ·
Egypte ·
Engeland ·
Estland ·
Faeröer ·
Frankrijk ·
Georgië ·
Griekenland ·
Honduras ·
Hongarije ·
Ierland ·
IJsland ·
India ·
Irak ·
Israël ·
Italië ·
Japan ·
Jemen ·
Joegoslavië ·
Jordanië ·
Kameroen ·
Kazachstan ·
Koeweit ·
Kosovo ·
Kroatië ·
Letland ·
Liechtenstein ·
Litouwen ·
Luxemburg ·
Maleisië ·
Malta ·
Marokko ·
Mexico ·
Moldavië ·
Montenegro ·
Nederland ·
Noord-Ierland ·
Noord-Korea ·
Noord-Macedonië ·
Noorwegen ·
Oekraïne · 
Oman ·
Oostenrijk ·
Peru ·
Polen ·
Portugal ·
Qatar ·
Roemenië ·
Rusland ·
San Marino ·
Saoedi-Arabië ·
Schotland ·
Servië ·
Servië en Montenegro ·
Singapore ·
Slovenië ·
Slowakije ·
Sovjet-Unie ·
Spanje ·
Thailand ·
Trinidad en Tobago ·
Tsjechië ·
Tsjecho-Slowakije ·
Tunesië ·
Turkije ·
Uruguay ·
Verenigde Arabische Emiraten ·
Verenigde Staten ·
Wales ·
Wit-Rusland ·
Zuid-Korea ·
Zweden ·
Zwitserland
België (2021) · 
Denemarken (2021) · 
Rusland (2021)
AFC-zone: Afghanistan · Australië · Bahrein · Bangladesh · Bhutan · Brunei · Cambodja · China · Chinees Taipei · Filipijnen · Guam · Hongkong · India · Indonesië · Iran · Irak · Japan · Jemen · Jordanië · Koeweit · Kirgizië · Laos · Libanon · Macau · Maleisië · Maldiven · Mongolië · Myanmar · Nepal · Noord-Korea · Oezbekistan · Oman · Oost-Timor · Pakistan · Palestina · Qatar · Saoedi-Arabië · Singapore · Sri Lanka · Syrië · Tadjikistan · Thailand · Turkmenistan · Verenigde Arabische Emiraten · Vietnam · Zuid-Korea

CAF-zone: Algerije · Angola · Benin · Botswana · Burkina Faso · Burundi · Centraal-Afrikaanse Republiek · Comoren · Congo-Brazzaville · Congo-Kinshasa · Djibouti · Egypte · Equatoriaal-Guinea · Eritrea · Ethiopië · Gabon · Gambia · Ghana · Guinee · Guinee-Bissau · Ivoorkust · Kaapverdië · Kameroen · Kenia · Lesotho · Liberia · Libië · Madagaskar · Malawi · Mali · Mauritanië · Mauritius · Marokko · Mozambique · Namibië · Niger · Nigeria · Oeganda · Rwanda · Sao Tomé en Principe · Senegal · Seychellen · Sierra Leone · Soedan · Somalië · Swaziland · Tanzania · Togo · Tsjaad · Tunesië · Zambia · Zimbabwe · Zuid-Afrika · Zuid-Soedan 

CONCACAF-zone: Amerikaanse Maagdeneilanden · Anguilla · Antigua en Barbuda · Aruba · Bahama's · Barbados · Belize · Bermuda · Britse Maagdeneilanden · Canada · Kaaimaneilanden · Costa Rica · Cuba · Curaçao · Dominica · Dominicaanse Republiek · El Salvador · Frans Guyana · Grenada · Guadeloupe · Guatemala · Guyana · Haïti · Honduras · Jamaica · Martinique · Mexico · Montserrat · 
Nicaragua · Panama · Puerto Rico · Saint Kitts en Nevis · Saint Lucia · Saint Vincent en de Grenadines · Sint Maarten · Suriname · Trinidad en Tobago · Turks- en Caicoseilanden · Verenigde Staten

CONMEBOL-zone: Argentinië · Bolivia · Brazilië · Chili · Colombia · Ecuador · Paraguay · Peru · Uruguay · Venezuela

OFC-zone: Amerikaans-Samoa · Cookeilanden · Fiji · Nieuw-Caledonië · Nieuw-Zeeland · Papoea-Nieuw-Guinea · Samoa · Salomoneilanden · Tahiti · Tonga · Vanuatu

UEFA-zone: Albanië · Andorra · Armenië · Azerbeidzjan · België · Bosnië en Herzegovina · Bulgarije · Cyprus · Denemarken · Duitsland · Engeland · Estland · Faeröer · Finland · Frankrijk · Georgië · Gibraltar · Griekenland · Hongarije · IJsland · Ierland · Israël · Italië · Kazachstan · Kosovo · Kroatië · Letland · Liechtenstein · Litouwen · Luxemburg · Macedonië · Malta · Moldavië · Montenegro · Nederland · Noord-Ierland · Noorwegen · Oekraïne · Oostenrijk · Polen · Portugal · Roemenië · Rusland · San Marino · Schotland · Servië · Slovenië · Slowakije · Spanje · Tsjechië · Turkije · Wales · Wit-Rusland · Zweden · Zwitserland